# Olympische Sommerspiele 1900/Leichtathletik – 400 m Hürden (Männer)
Der 400-Meter-Hürdenlauf der Männer bei den Olympischen Spielen 1900 in Paris wurde am 15. Juli 1900 im Croix Catelan entschieden. Tags zuvor hatte es zwei Vorläufe gegeben, aus denen je zwei Läufer das Finale erreichten. Der Wettbewerb kam in Paris neu ins olympische Programm.
Olympiasieger wurde der US-Amerikaner Walter Tewksbury vor dem Franzosen Henri Tauzin. Den dritten Platz belegte der Kanadier George Orton.
Der Wettbewerb ist nicht mit späteren Hürdenrennen über die gleiche Strecke gleichzusetzen. Die „Hürden“ bestanden aus 8 bis 9 Meter langen Stangen – vermutlich Telefonmasten, die in einer Höhe von einem Meter quer über die Bahn gelegt waren. Außerdem gab es auf der Zielgeraden einen Graben von etwa einem halben Meter Tiefe. Über dessen Breite und darüber, ob er mit Wasser gefüllt war, gibt es widersprüchliche Angaben. Insofern muss auch die verlässliche Vergleichbarkeit der nachstehenden Rekorde fraglich bleiben.

## Rekorde
Der hier benannte inoffizielle Weltrekord wurde aufgestellt über 440 Yards, was 402,336 Metern entspricht.
| Weltrekord         | 57,2 s                                           | Godfrey Shaw                                     | Großbritannien                                   | 12. August 1891                                  |
| Olympischer Rekord | Wettbewerb hier erstmals im olympischen Programm | Wettbewerb hier erstmals im olympischen Programm | Wettbewerb hier erstmals im olympischen Programm | Wettbewerb hier erstmals im olympischen Programm |

Folgende Rekorde wurden über 400 Meter Hürden bei diesen Olympischen Spielen gebrochen oder eingestellt:
| OR | 1:01,0 min | Walter Tewksbury | USA        | 1. Vorlauf, 14. Juli |
| OR | 1:00,2 min | Henri Tauzin     | Frankreich | 2. Vorlauf, 14. Juli |
| OR | 0057,6 s00 | Walter Tewksbury | USA        | Endlauf, 15. Juli    |

## Medaillen
Wie schon bei den I. Olympischen Spielen vier Jahre zuvor gab es jeweils eine Silbermedaille für den Sieger und Bronze für den zweitplatzierten Athleten. Der Sportler auf Rang drei erhielt keine Medaille.

## Ergebnisse

### Vorläufe
Es gab zwei Vorläufe, aus denen je zwei Läufer – farbig unterlegt – das Finale erreichten. Allerdings bleibt es rätselhaft, aus welchem Grund bei nur fünf Teilnehmern überhaupt Vorläufe angesetzt wurden, denn es wäre problemlos möglich gewesen, das Finale mit allen Startern auszutragen. So schied letztendlich nur ein Läufer aus und kurioserweise war der zweite Vorlauf mit nur zwei Sportlern besetzt, die unabhängig von der Zeit lediglich ins Ziel kommen mussten, um das Finale zu erreichen.
Vorlauf 1
| Platz | Name             | Land   | Zeit (min) |            |
| ----- | ---------------- | ------ | ---------- | ---------- |
| 1     | Walter Tewksbury | USA    | 1:01,0     | OR         |
| 2     | William Lewis    | USA    | unbekannt  | 9 m zurück |
| 3     | Karel Nedvěd     | Böhmen | unbekannt  |            |

Eine kleine Abweichung gibt es bei zur Megede, der als Siegerzeit 1:01,2 min auflistet.
Vorlauf 2
| Platz | Name         | Land       | Zeit (min) |           |
| ----- | ------------ | ---------- | ---------- | --------- |
| 1     | Henri Tauzin | Frankreich | 1:00,2     | OR        |
| 2     | George Orton | Kanada     | 1:00,4     | geschätzt |

Henri Tauzin gewann den Lauf knapp gegen George Orton. Die Zeitangabe des Zweitplatzierten stammt von zur Megede.

### Finale
| Platz | Name             | Land       | Zeit (s)  |           |
| ----- | ---------------- | ---------- | --------- | --------- |
| 1     | Walter Tewksbury | USA        | 57,6      | OR        |
| 2     | Henri Tauzin     | Frankreich | 58,2      | geschätzt |
| 3     | George Orton     | Kanada     | unbekannt |           |
| ?     | William Lewis    | USA        | DNS?      |           |

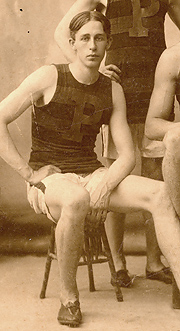
Olympiasieger Walter Tewksbury, USA, auch Gewinner über 200 Meter, Zweiter über 60 und 100 Meter sowie Dritter über 200 Meter Hürden

International war dieser Wettbewerb ganz neu, in Frankreich dagegen wurden schon seit 1893 Landesmeisterschaften in dieser Disziplin ausgetragen. So galt der mehrfache französische Meister Henri Tauzin allgemeinhin als Favorit. Doch trotz einer für damalige Verhältnisse ausgefeilten Hürdentechnik musste er sich der deutlich höheren Grundschnelligkeit des Walter Tewksbury geschlagen geben. Tewskbury hatte nach SportsReference einen Vorsprung von fünf Yards auf Tauzin, der seinerseits vier Yards vor Orton lag. Die Zeitangabe des Zweitplatzierten stammt auch hier von zur Megede.
Die Angaben zu William Lewis, der sich eigentlich für das Finale qualifiziert hatte, differieren. Bei SportsReference wird ausgeführt, dass der Läufer aus religiösen Gründen auf einen Start verzichtete, weil das Rennen an einem Sonntag stattfand. Auf der IOC-Seite und auch bei zur Megede ist der US-Amerikaner dagegen auf Rang vier benannt.

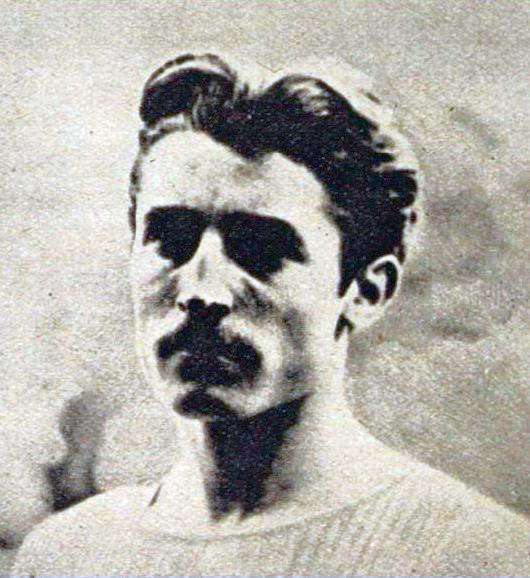
Der Olympiazweite Henri Tauzin
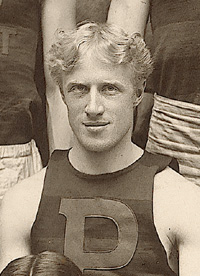
Der Hindernisspezialist George Orton wurde Olympiadritter